# Borgo Carige
Borgo Carige est une frazione située sur la commune de Capalbio, province de Grosseto, en Toscane, Italie. Au moment du recensement de 2011 sa population était de 352 habitants.

## Géographie
Le hameau de Borgo Carige est situé à l'extrémité sud de la Maremme grossetaine, dans cette partie de la côte connue sous le nom de Côte d'Argent. Il est situé dans la plaine en aval de la colline de Capalbio, à environ 55 km de Grosseto.

## Monuments
- Église Cuore Immacolato di Maria, église paroissiale[2],[3]
- Chapelle de Torre Palazzi[4]